# Eurobankbiljetten

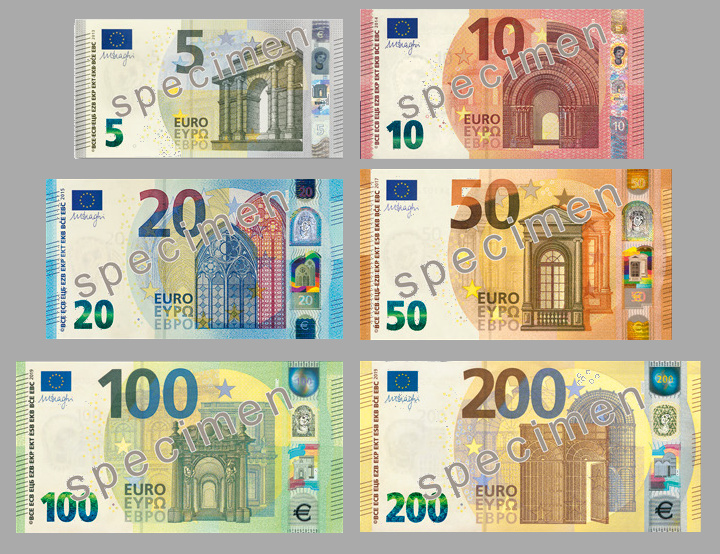
Eurobankbiljetten van de Europaserie, in omloop sinds 2013

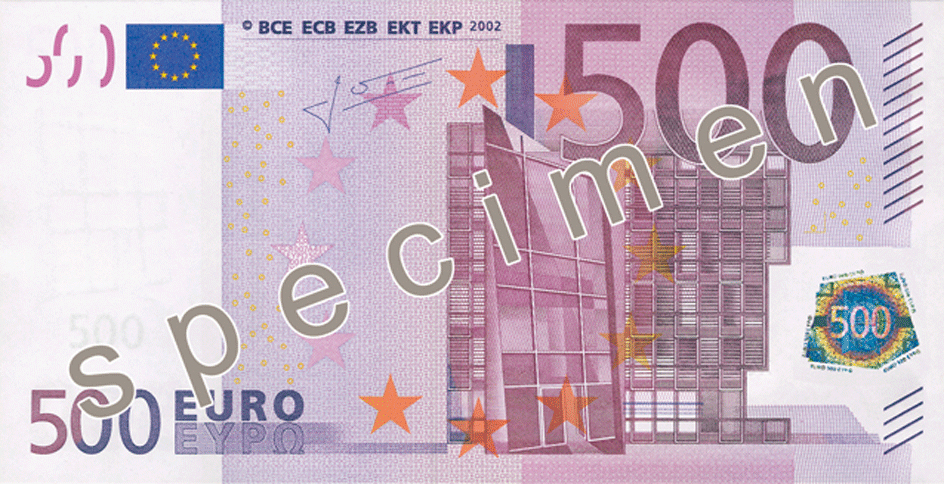
500-eurobiljet uit de eerste serie, in omloop sinds 2002 en sinds 2019 niet meer in productie

De eurobankbiljetten vormen sinds 2002 samen met de euromunten het chartale geld van de euro, het wettig betaalmiddel van de lidstaten van de eurozone. De biljetten worden in opdracht van de Europese Centrale Bank, via de nationale centrale banken in omloop gebracht. De eerste serie bankbiljetten werd in 2002 in omloop gebracht. Sinds 2013 is stapsgewijs een nieuwe serie bankbiljetten ingevoerd die de Europa-serie wordt genoemd. Op zowel de eerste serie als de Europa-serie staan fictieve bouwwerken afgebeeld, met per nominale waarde een andere bouwstijl waarmee de geschiedenis van de Europese architectuur wordt doorlopen. In 2021 kondigde de ECB aan om een derde serie bankbiljetten in omloop te brengen die een ander thema zal hebben.
De euro (EUR of €) is de gemeenschappelijke munteenheid voor de meeste lidstaten van de Europese Unie. De eurobankbiljetten en -munten werden op 1 januari 2002 voor het eerst in roulatie gebracht. De munteenheid als zodanig was al op 1 januari 1999 formeel in het leven geroepen.
Er zijn zeven verschillende waarden, elk met een andere kleur en grootte. Het ontwerp voor alle biljetten is gebaseerd op hetzelfde thema: Europese architectuur uit verschillende artistieke periodes. De voorkant (of recto) van het biljet toont een venster of een poort, terwijl de achterkant (of verso) een brug toont. Alle biljetten tonen de Europese vlag, de initialen van de Europese Centrale Bank in de verschillende talen, een kaart van Europa (inclusief Azoren (Portugal), Canarische Eilanden (Spanje) en Frans-Guyana, de Franse Antillen (Guadeloupe en Martinique) en Réunion (Frankrijk)) op de achterkant, de benaming "euro" in verschillende alfabetten, en de handtekening van de president van de Europese Centrale Bank. De twaalf sterren van de Europese Unie zijn ook op elk biljet aanwezig. Het ontwerp is gemaakt door de Oostenrijkse ontwerper Robert Kalina.

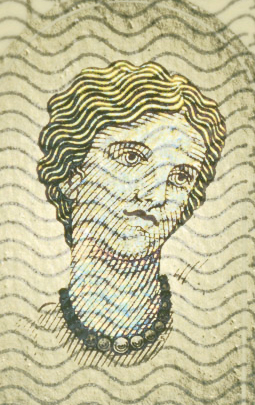
Europa op de Europa-serie

Het is vanouds gebruikelijk dat men een bekend object uit eigen land (bijvoorbeeld een gebouw of een beroemd persoon) op bankbiljetten afbeeldt, maar bij de eurobiljetten wilde men niet bepaalde landen bevoordelen door wel objecten uit deze landen te kiezen, maar niet uit een ander land. De getoonde objecten zijn daarom fictief en land-neutraal. Wel gaan er stemmen op om een 'persoonlijke' kant te ontwerpen voor elk land, vergelijkbaar met de euromunten.
Met ingang van 2002 neemt elke nationale centrale bank de productie van één of twee specifieke biljetten voor zijn rekening. Dit schema houdt in dat de nationale centrale banken onderling bankbiljetten moeten uitwisselen.
Vanaf 2013 werd de eerste serie eurobankbiljetten geleidelijk vervangen door een tweede: de 'Europa-serie', die op de eerste serie eurobiljetten gebaseerd was en door Reinhold Gerstetter, een onafhankelijke Berlijnse bankbiljettenontwerper, ontworpen werd. Deze tweede reeks heeft onder andere nieuwe echtheidskenmerken om vervalsing tegen te gaan. Er kwam geen nieuwe versie van het 500-eurobiljet. In 2013 waren alle nieuw uitgegeven 5 eurobiljetten voorzien van een nieuw ontwerp. In 2014 volgde het 10-eurobiljet en in 2015 het 20-eurobiljet; het nieuwe 50-eurobiljet kwam in april 2017 in omloop. De nieuwe 100-eurobiljetten en 200-eurobiljetten werden op 23 mei 2019 in roulatie gebracht. Naast het nieuwe ontwerp, kregen de 100-eurobiljetten en 200-eurobiljetten ook dezelfde hoogte als de 50-eurobiljetten, namelijk 77 millimeter.
In 2021 werd een nieuwe serie aangekondigd. In 2025 wordt hiervoor een ontwerpwedstrijd georganiseerd, om in 2026 de definitieve ontwerpen goed te keuren, en enkele jaren later de biljetten in roulatie te brengen.
De oude biljetten blijven voorlopig, maar zullen steeds minder in omloop te zien zijn, doordat ze, zodra ze versleten of vuil zijn, worden vervangen door bankbiljetten uit de nieuwe serie. De biljetten uit de eerste serie zullen zo geleidelijk aan uit roulatie verdwijnen. Na verloop van tijd zullen ze hun status van wettig betaalmiddel kwijtraken. De biljetten zullen echter hun waarde blijven behouden en kunnen voor onbepaalde tijd bij de nationale banken ingewisseld worden.

## Beschrijving van de eurobankbiljetten

Bankbiljetten gedrukt in de periode 2004-2012 tonen de handtekening van de tweede president van de Europese Centrale Bank, Jean-Claude Trichet.

De handtekening van Mario Draghi is vanaf maart 2012 op de bankbiljetten afgedrukt.

Er zijn 7 verschillende coupures van eurobankbiljetten: € 5, € 10, € 20, € 50, € 100, € 200 en € 500, met elk een specifieke kleur en grootte.
Het ontwerp draagt voor elk het gemeenschappelijke thema 'Europese architectuur in verschillende periodes'. De voorzijde draagt ramen en poorten, terwijl op de achterzijde verschillende soorten bruggen staan. De ontwerpen zijn allemaal fictieve voorbeelden van architectuur en dus niet gebaseerd op bestaande bouwwerken.
Op de biljetten staat vrijwel geen tekst, zodat men geen taal hoeft te kiezen. De munteenheid EURO staat er in Latijnse en Griekse letters en sedert 2013 ook in Cyrillische letters. In plaats van de naam van de bank staan er de initialen van de Europese Centrale Bank, waardoor het aantal variaties tot tien (tot 2013 vijf) beperkt kon worden. In veel talen hebben de woorden Europees (europea, Eorpach...), Centraal (central, centrale...) en Bank (banco, banque...) dezelfde beginletters, maar de volgorde is vaak anders. De afkortingen zijn:
| Afkorting | Betekenis                  | Taal      |     | Afkorting                  | Betekenis  | Taal |
| --------- | -------------------------- | --------- | --- | -------------------------- | ---------- | ---- |
| BCE       | Banque centrale européenne | Frans     | ECB | Europese centrale bank     | Nederlands |      |
| BCE       | Banca centrale europea     | Italiaans | ECB | European Central Bank      | Engels     |      |
| BCE       | Banco Central Europeu      | Portugees | ECB | Den Europæiske Centralbank | Deens      |      |
| BCE       | Banco Central Europeo      | Spaans    | ECB | Eiropas Centrālā banka     | Lets       |      |
| BCE       | Banca Centrală Europeană   | Roemeens  | ECB | Europos Centrinis Bankas   | Litouws    |      |
| BCE       | Banc ceannais Eorpach      | Iers      | ECB | Evropska centralna banka   | Sloveens   |      |
| ЕЦБ       | Европейска централна банка | Bulgaars  | ECB | Európska centrálna banka   | Slowaaks   |      |
| EZB       | Europäische Zentralbank    | Duits     | ECB | Evropská centrální banka   | Tsjechisch |      |
| EKB       | Az Európai Központi Bank   | Hongaars  | ECB | Europeiska centralbanken   | Zweeds     |      |
| EKP       | Euroopan keskuspankki      | Fins      | BĊE | Il-Bank Ċentrali Ewropew   | Maltees    |      |
| EKP       | Euroopa Keskpank           | Ests      | EBC | Europejski Bank Centralny  | Pools      |      |
| ΕΚΤ       | Ευρωπαϊκή Κεντρική Τράπεζα | Grieks    | ESB | Europska Središnja Banka   | Kroatisch  |      |

Alle biljetten bevatten ook de vlag en een kaart van Europa.
De ontwerpen van de bankbiljetten werden gekozen uit 44 voorstellen van een wedstrijd, georganiseerd door het EMI op 12 februari 1996. Het winnende ontwerp van Robert Kalina van de Oostenrijkse Nationale Bank werd geselecteerd op 3 december 1996.
De eurobankbiljetten zijn gemaakt van katoenvezels, wat de duurzaamheid en levensduur van de biljetten verhoogt.
Kaarten van de Azoren, Frans Guyana, Guadeloupe, Madeira, Martinique, Réunion en de Canarische Eilanden, overzeese territoria van landen van de eurozone, staan in aparte vakken op de bankbiljetten, omdat ze de euro gebruiken. Cyprus en Malta stonden er niet op, hoewel ze in 2008 de euro in gebruik namen. Cyprus werd niet weergegeven, omdat de kaart niet zover naar het oosten weergegeven was, en Malta omdat het te klein was. De minimumgrootte om afgebeeld te worden was 400 km². Op de Europa-serie van 2013 staan Cyprus en Malta echter wel.
| Waarde | Kleur      | Afmeting (mm) | Voorzijde         | Achterzijde | Ontwerp        | In roulatie sinds |
| ------ | ---------- | ------------- | ----------------- | ----------- | -------------- | ----------------- |
| € 5    | grijsblauw | 120×62        |                   |             | Romeins        | 1 januari 2002    |
| € 5    | olijfgroen | 120×62        |                   |             | Romeins        | 2 mei 2013        |
| € 10   | zalmroze   | 127×67        |                   |             | Romaans        | 1 januari 2002    |
| € 10   | zalmroze   | 127×67        | 23 september 2014 |             | Romaans        |                   |
| € 20   | blauw      | 133×72        |                   |             | Gotisch        | 1 januari 2002    |
| € 20   | blauw      | 133×72        | 25 november 2015  |             | Gotisch        |                   |
| € 50   | oranje     | 140×77        |                   |             | Renaissance    | 1 januari 2002    |
| € 50   | oranje     | 140×77        | 4 april 2017      |             | Renaissance    |                   |
| € 100  | groen      | 147×82        |                   |             | Barok & rococo | 1 januari 2002    |
| € 100  | groen      | 147x77        |                   |             | Barok & rococo | 28 mei 2019       |
| € 200  | geel       | 153×82        |                   |             | IJzer & glas   | 1 januari 2002    |
| € 200  | geel       | 153x77        |                   |             | IJzer & glas   | 28 mei 2019       |
| € 500  | paars      | 160×82        |                   |             | Modern         | 1 januari 2002    |

De eerste biljetten hadden de handtekening van Wim Duisenberg, de eerste president van de ECB. De biljetten tussen 2003 en 2012 droegen die van Jean-Claude Trichet, de tweede president. Op 1 november 2011 volgde Mario Draghi hem op. Bankbiljetten met zijn handtekening verschenen in circulatie in maart 2012.
De uitgifte van biljetten van 500 euro stopte in 2019, omdat deze biljetten voornamelijk worden gebruikt door criminelen.
In 2025 publiceerde de Europese Centrale Bank een shortlist voor de designs van de derde reeks eurobiljetten. Er zijn twee opties voor de onderwerpen: Europese cultuur of rivieren & vogels. Deze zullen pas binnen enkele jaren in gebruik worden genomen.
| Waarde | Europese cultuur     | Europese cultuur | Rivieren & vogels   | Rivieren & vogels                         |
| Waarde | Voorzijde            | Achterzijde      | Voorzijde           | Achterzijde                               |
| ------ | -------------------- | ---------------- | ------------------- | ----------------------------------------- |
| € 5    | Maria Callas         | Straatartiesten  | Bron & rotskruiper  | Europees Parlement                        |
| € 10   | Ludwig van Beethoven | Jongerenkoor     | Waterval & ijsvogel | Europese Commissie                        |
| € 20   | Marie Curie          | School           | Vallei & bijeneter  | Europese Centrale Bank                    |
| € 50   | Miguel de Cervantes  | Bibliotheek      | Meander & ooievaar  | Hof van Justitie van de Europese Unie     |
| € 100  | Leonardo da Vinci    | Kunst            | Monding & kluut     | Europese Raad & Raad van de Europese Unie |
| € 200  | Bertha von Suttner   | Groen plein      | Zee & jan-van-gent  | Europese Rekenkamer                       |

Naast de eurobiljetten die gebruikt worden als betalingsmiddel, bestaan er nog een aantal andere officiële biljetten. In 2015 begon het Franse bedrijf Zéro-Euro met het drukken van biljetten van nul euro, onder de naam Euro Souvenir. In 2018 volgde het Nederlandse bedrijf Euroscope met het drukken van gelijkaardige biljetten, de zogenaamde MemoEuro. Deze voldoen beide aan de officiële standaard van de Europese Centrale Bank, maar kunnen uiteraard niet gebruikt worden als betalingsmiddel. De afbeelding op de biljetten varieert, dit is meestal een toeristische locatie waar de desbetreffende biljetten verkocht worden. In 2019 gaf het Nederlandse Euro Special Note vier speciale biljetten uit. Deze hebben wel een waarde, namelijk drie, vier, elf en twaalf euro. Ze kunnen echter niet gebruikt worden om betalingen te verrichten.
| Waarde | Kleur | Afmeting (mm) | Voorzijde | Achterzijde | Onderwerp                  | Uitgegeven door   | In roulatie sinds |
| ------ | ----- | ------------- | --------- | ----------- | -------------------------- | ----------------- | ----------------- |
| € 0    | paars | 135×74        |           |             | Lokale bezienswaardigheden | Zéro-Euro         | 2015              |
| € 0    | groen | 140×77        |           |             | Lokale bezienswaardigheden | Euroscope         | 2018              |
| € 3    | blauw | 145×80        |           |             | VOC                        | Euro Special Note | 2019              |
| € 4    | paars | 145×80        |           |             | Rembrandt                  | Euro Special Note | 2019              |
| € 11   | zwart | 145×80        |           |             | Maanlanding                | Euro Special Note | 2019              |
| € 12   | rood  | 145×80        |           |             | Brexit                     | Euro Special Note | 2019              |

## Beveiliging

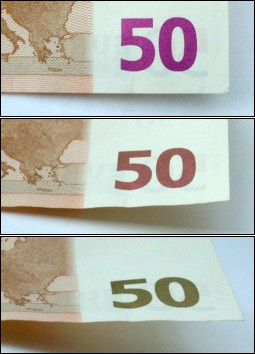
Optisch variabele inkt voor de waardecijfers

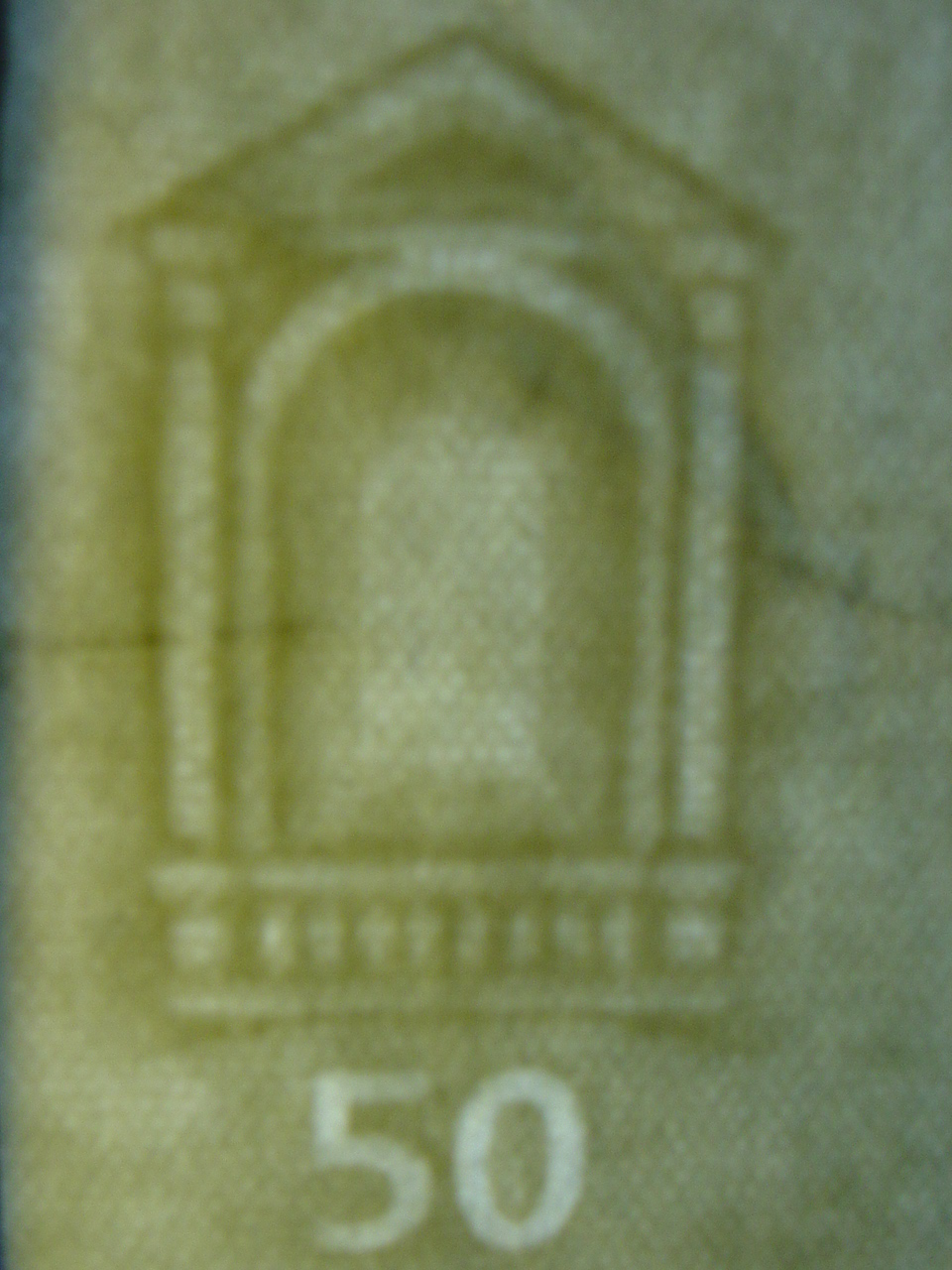
Watermerk in een biljet van 50 euro

De eurobiljetten hebben een eigen kleur en formaat per waarde. Blinden en slechtzienden worden geholpen door een voelbaar reliëf. De papieren euro wordt vervaardigd van katoenvezels en beveiligd door een watermerk en een veiligheidsdraad. De biljetten van € 5, € 10 en € 20 hebben bovendien een baanvormige folie met een hologram (het eurosymbool en de waarde van het biljet) en een iriserende baan op de achterzijde, waarin eveneens het eurosymbool en de waarde van het biljet te zien zijn. Bankbiljetten van € 50, € 100, € 200 en € 500 zijn speciaal beveiligd met een zegelvormig folie met hologram (een afbeelding en de waarde van het biljet in cijfers) en met optisch variabele inkt voor de waardecijfers van het biljet aan de achterzijde. De kleur van de cijfers verandert naargelang de lichtval.

### Nationale identificatiecodes (eerste serie)
In tegenstelling tot de euromunten hebben de bankbiljetten geen nationale zijde die de herkomst aangeeft. Deze informatie is wel vervat in de code op de achterkant van het biljet. De eerste letter identificeert het land waar het biljet is uitgegeven.
Een aantal codes is gereserveerd voor lidstaten die de euro nog niet hebben ingevoerd.
| Code | Land                         | Uitkomst checksum (zonder letter) |
| ---- | ---------------------------- | --------------------------------- |
| Z    | België                       | 9                                 |
| Y    | Griekenland                  | 1                                 |
| X    | Duitsland                    | 2                                 |
| (W)  | Gereserveerd voor Denemarken | (3)                               |
| V    | Spanje                       | 4                                 |
| U    | Frankrijk                    | 5                                 |
| T    | Ierland                      | 6                                 |
| S    | Italië                       | 7                                 |
| R    | Luxemburg                    | 8                                 |
| P    | Nederland                    | 1                                 |
| N    | Oostenrijk                   | 3                                 |
| M    | Portugal                     | 4                                 |
| L    | Finland                      | 5                                 |
| (K)  | Gereserveerd voor Zweden     | (6)                               |
| H    | Slovenië                     | 9                                 |
| G    | Cyprus                       | 1                                 |
| F    | Malta                        | 2                                 |
| E    | Slowakije                    | 3                                 |
| D    | Estland                      | 4                                 |
| C    | Letland                      | 5                                 |
| B    | Litouwen                     | 6                                 |

#### Serienummers van de Europa-serie (2013)
Op de biljetten uit de Europa-serie bestaat het serienummer uit twee letters, gevolgd door tien cijfers. Het nummer staat in de rechterbovenhoek en de laatste zes cijfers van het nummer staan verticaal gedrukt in het midden van de achterkant. De eerste letter is dezelfde als de drukkeridentificatiecode; dit is dus niet noodzakelijk het land van uitgifte.

### Drukkeridentificatiecodes
Enigszins verborgen staat op de voorkant van het biljet een tweede, kleinere letter-cijfercombinatie met zes posities, bestaande uit een letter, drie cijfers, weer een letter en ten slotte een cijfer.
De eerste letter daarvan geeft de drukker van het biljet aan. De drukker hoeft niet gevestigd te zijn in het land van uitgifte. Zo is bijvoorbeeld een deel van de Finse biljetten in het Verenigd Koninkrijk gedrukt. Een aantal codes is weer gereserveerd voor drukkers in landen die de euro nog niet hebben ingevoerd.
Biljetten worden gedrukt met 'platen', waarmee verschillende biljetten in één doorgang gedrukt worden. De drie cijfers die volgen op de code voor de drukker geven het plaatnummer aan, daarop volgt de positie van het biljet op de plaat. Hierbij geeft de letter de rij aan (A=rij 1), en het erop volgende cijfer de kolom.
Deze drukkeridentificatiecodes staan op de tegenovergestelde zijde van deze waarop de nationale identificatiecode staat. De exacte plaats varieert lichtjes per biljet. Men vindt het aan de linkerzijde van het biljet, heel klein gedrukt, in de buurt van de 'sterren'. Uitzondering hierop is het biljet van € 50 waar de code zich aan de rechterzijde van het biljet bevindt.
Voorbeelden van de drukkeridentificatiecode:
- Plaatsing van de code op het € 5-biljet
- Plaatsing van de code op het € 50-biljet

#### Eerste serie (2002)
| Code | Drukker                                        | Locatie           | Land                  |
| ---- | ---------------------------------------------- | ----------------- | --------------------- |
| (A)  | (Bank of England Printing Works)               | (Loughton)        | (Verenigd Koninkrijk) |
| (C)  | (AB Tumba Bruk)                                | (Tumba)           | (Zweden)              |
| D    | Setec Oy                                       | Vantaa            | Finland               |
| E    | F. C. Oberthur                                 | Chantepie         | Frankrijk             |
| F    | Österreichische Banknoten und Sicherheitsdruck | Wenen             | Oostenrijk            |
| G    | Joh. Enschedé                                  | Haarlem           | Nederland             |
| H    | Thomas De La Rue                               | Gateshead         | Verenigd Koninkrijk   |
| J    | Banca d'Italia                                 | Rome              | Italië                |
| K    | Central Bank of Ireland                        | Dublin            | Ierland               |
| L    | Banque de France                               | Chamalières       | Frankrijk             |
| M    | Fábrica Nacional de Moneda y Timbre            | Madrid            | Spanje                |
| N    | Bank of Greece                                 | Athene            | Griekenland           |
| P    | Giesecke & Devrient                            | München & Leipzig | Duitsland             |
| R    | Bundesdruckerei                                | Berlijn           | Duitsland             |
| (S)  | (Danmarks Nationalbank)                        | (Kopenhagen)      | (Denemarken)          |
| T    | Nationale Bank van België                      | Brussel           | België                |
| U    | Valora                                         | Carregado         | Portugal              |

#### Europa-serie (2013)
In de Europa-serie is de letter- en cijfercombinatie behouden, maar er worden andere drukkeridentificatiecodes gebruikt. Deze zijn tevens de eerste letter van het serienummer. De eerste letter van het serienummer geeft dus niet meer het land van uitgifte aan maar wel de drukker.
| Code | Drukker                                             | Locatie          | Land             |
| ---- | --------------------------------------------------- | ---------------- | ---------------- |
| D    | Polska Wytwórnia Papierów Wartościowych             | Warschau         | Polen            |
| E    | Oberthur Fiduciaire                                 | Chantepie        | Frankrijk        |
| H    | De La Rue Currency                                  | Loughton (Essex) | Groot-Brittannië |
| J    | De La Rue Currency                                  | Gateshead        | Groot-Brittannië |
| M    | Valora                                              | Carregado        | Portugal         |
| N    | Österreichische Banknoten und Sicherheitsdruck GmbH | Wenen            | Oostenrijk       |
| P    | Joh. Enschedé Security Printing B.V.                | Haarlem          | Nederland        |
| R    | Bundesdruckerei GmbH                                | Berlijn          | Duitsland        |
| S    | Banca d'Italia                                      | Rome             | Italië           |
| T    | Central Bank of Ireland                             | Dublin           | Ierland          |
| U    | Banque de France                                    | Parijs           | Frankrijk        |
| V    | Fábrica Nacional de Moneda y Timbre                 | Madrid           | Spanje           |
| W    | Giesecke & Devrient GmbH                            | Leipzig          | Duitsland        |
| X    | Giesecke & Devrient GmbH                            | München          | Duitsland        |
| Y    | Bank van Griekenland                                | Athene           | Griekenland      |
| Z    | Nationale Bank van België                           | Brussel          | België           |

## Controlegetal
Het controlegetal wordt bepaald door alle cijfers in het serienummer op te tellen, plus de ASCII-waarde van de letter. Het totaal moet deelbaar zijn door negen.
Een voorbeeld (volgens de eerste serie):
Letter: X (Duitsland)
Serienummer: X30284111711
Berekening: 88+3+0+2+8+4+1+1+1+7+1+1=117
117 is deelbaar door 9, dus het serienummer is geldig.

### RFID-tags
In 2001 zei de Europese Bank met partners in gesprek te zijn over de toepassing van RFID-tags in bankbiljetten. De planning was destijds het gebruik van RFID-tags in bankbiljetten in 2005. Al sinds begin maart 2004 zijn er mensen die beweren dat euro- en dollarbiljetten RFID-tags bevatten.

## Toegestane reproducties van eurobankbiljetten
In bepaalde gevallen is het toegestaan om reproducties van eurobankbiljetten te maken:
- indien de reproductie aan één zijde bedrukt is en de grootte ervan kleiner is dan 75% of groter dan 125% van het gereproduceerde biljet.
- indien de reproductie aan beide zijden bedrukt is, dan moet de grootte tot 50% worden beperkt, of moet ze groter zijn dan 200%.
- indien bepaalde elementen van het bankbiljet (bijvoorbeeld een van de poorten of een brug) afgebeeld worden op een achtergrond die verschilt van die van een bankbiljet.
- indien een deel van het bankbiljet wordt afgedrukt, dan moet dit kleiner zijn dan één derde van de grootte van het biljet.
- indien de reproductie op materiaal gebeurt dat duidelijk verschilt van papier en bankbiljetten.
- indien de reproductie in elektronisch beschikbare vorm is, dan mag de resolutie van de reproductie niet meer dan 72 dpi bedragen (zie ook verder). Het woord SPECIMEN dient eveneens diagonaal op de reproductie vermeld te worden in een schreefloos lettertype zoals Arial, met een grootte die minstens 75% van de lengte en minstens 15% van de breedte van de reproductie bedraagt. De kleur van het woord mag niet doorzichtig zijn en moet contrasteren met de hoofdkleur van het gereproduceerde biljet.

### Maximumresoluties van reproducties die onder elektronische vorm beschikbaar zijn
De volgende maximumafmetingen zijn toegestaan:
- € 5: 340 × 175 pixels
- € 10: 360 × 189 pixels
- € 20: 377 × 204 pixels
- € 50: 396 × 218 pixels
- € 100: 416 × 232 pixels
- € 200: 433 × 232 pixels
- € 500: 453 × 232 pixels